# Great Keppel Island
Great Keppel Island è un'isola continentale sita a circa 15 chilometri dalla costa di Yeppoon, lungo la Capricorn Coast, nella parte centrale dello Stato del Queensland, in Australia, a nord-est di Rockhampton.
L'isola è la più grande del gruppo delle dodici isole del Keppel Group ed ha un'estensione di circa 14,5 km². La maggior parte del territorio dell'isola è tutelato come parco nazionale, l'intero arcipelago appartiene al parco nazionale delle Keppel Bay Islands ed è compreso nel Parco marino della Grande barriera corallina. L'isola è collegata alla terraferma da un battello e da un servizio aereo.

## Storia
Great Keppel ha avuto il suo nome dal capitano James Cook nel 1770 in onore dell'allora primo Lord dell'Ammiragliato, l'ammiraglio Augustus Keppel.
Prima dell'insediamento europeo, l'isola ospitava i popoli Woppaburra e Ganumi della nazione Darumbal. I coloni europei uccisero o allontanarono gran parte della popolazione indigena entro la fine del XIX secolo.
Durante i primi anni della colonizzazione europea l'isola era zona di allevamento di pecore. Oggi è meta turistica, con le sue numerose spiagge ed il clima tipicamente tropicale.